# Василеостровская
«Василеостро́вская» — станция Петербургского метрополитена. Расположена на Невско-Василеостровской линии между станциями «Приморская» и «Гостиный двор». Одна из трёх станций, расположенных на Васильевском острове.
Станция открыта 3 ноября 1967 года в составе участка «Василеостровская» — «Площадь Александра Невского». В проекте станция носила названия «Средний проспект» и «Восьмая линия».

## Наземные сооружения

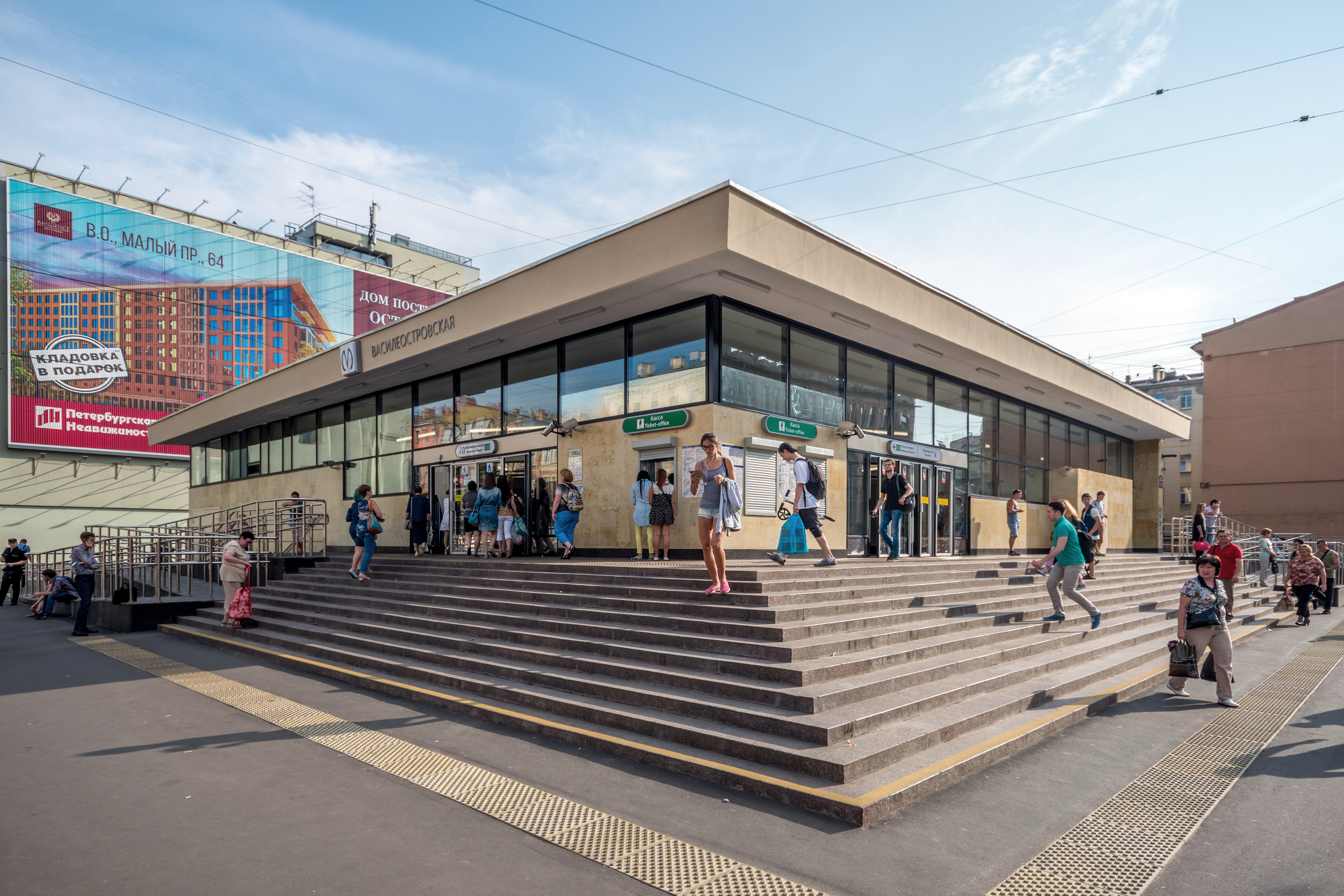
Павильон

Павильон станции, вход в который приподнят на 11 ступенек над поверхностью земли, выполнен по проекту архитекторов А. С. Гецкина, В. П. Шуваловой и инженера В. И. Акатова. Располагается на Васильевском острове на углу Среднего проспекта и 7-й линии. Изначально стены, обращённые на эти улицы, имели сплошное остекление, однако в дальнейшем панорамные окна примерно на две трети были заложены кирпичом. Под козырьком вестибюля с целью предотвращения обрушения козырька, как на станции «Сенная площадь», были установлены дополнительные опоры, которые демонтировали позже, чем на остальных станциях — во время реконструкции в 2015 году. В нишах здания имелись встроенные помещения телефонных будок, которые также были убраны в 2015 году.
В вестибюле верхний эскалаторный зал совмещён с кассовым, в этом пространстве используется закарнизное освещение. В часы пик, чтобы предотвратить давку в эскалаторном зале, закрывается бо́льшая часть входных дверей.

## Подземные сооружения
«Василеостровская» — станция закрытого типа («горизонтальный лифт») глубокого заложения (глубина ≈ 64 м). Станция начинает серию из шести станций типа «горизонтальный лифт», идущих подряд. По краям платформ установлены платформенные раздвижные двери. Подземный зал сооружён по проекту архитекторов А. Я. Мачерета, А. И. Прибульского, Л. С. Чупиной и инженера В. И. Акатова.
С 1967 по 2018 годы центральный зал станции был представлен пассажирам в укороченном виде: часть зала станции занимали служебные помещения, поэтому первые две двери в первом вагоне в сторону станции «Приморская» и последние две двери в последнем вагоне в сторону станции «Гостиный двор» были закрыты и заблокированы (с 2009 по 2018 годы эта особенность упоминалась в оповещениях автоинформатора в вагонах поездов). В феврале-апреле 2018 года были проведены работы по переносу торцевой решётки, по завершении которых, 11 апреля 2018 года, заблокированные двери стали доступны для входа и выхода пассажиров.
На торцевой стене изначально были установлены двое механических часов и надпись «ЛЕНИНГРАДСКИЙ МЕТРОПОЛИТЕН ИМ. В. И. ЛЕНИНА», которые через некоторое время были демонтированы. В 2018 году у «Петербургского метрополитена» были мысли по восстановлению механических часов, но в итоге от этой идеи отказались.
Стены перронного зала облицованы белым мрамором. Пол — из серого гранита, в проёмах дверей горизонтальных лифтов уложены кусочки плитки. Углы дверных проёмов также имеют скосы (фаски). Поперечные швы гранитного пола декорированы алюминиевыми профилями. По всей длине стен, над дверными проёмами — фриз из смальты сине-зелёных тонов, в котором установлено закарнизное освещение. Тоннель, ведущий из центрального зала к эскалаторам, также облицован сине-зелёной мозаикой. Нижний эскалаторный зал освещён алюминиевыми светильниками в количестве 14 штук, дополненными двумя «иллюминаторами».
Наклонный ход, содержащий три эскалатора, расположен в южном торце станции; во время капитального ремонта светильники наклонного хода были демонтированы и перенесены на свод.

## Путевое развитие
Западнее станции расположен пошёрстный съезд. До открытия в 1979 году станции «Приморская» поезда оборачивались по этому съезду (с 1967 по 1979 годы).

## Капитальный ремонт
С 11 июля 2015 года по 27 мая 2016 года станция была закрыта на капитальный ремонт, в результате которого была произведена замена гидроизоляции, водоотводящих зонтов и освещения наклонного хода. Также был капитально отремонтирован вестибюль станции.

## Проблемы функционирования

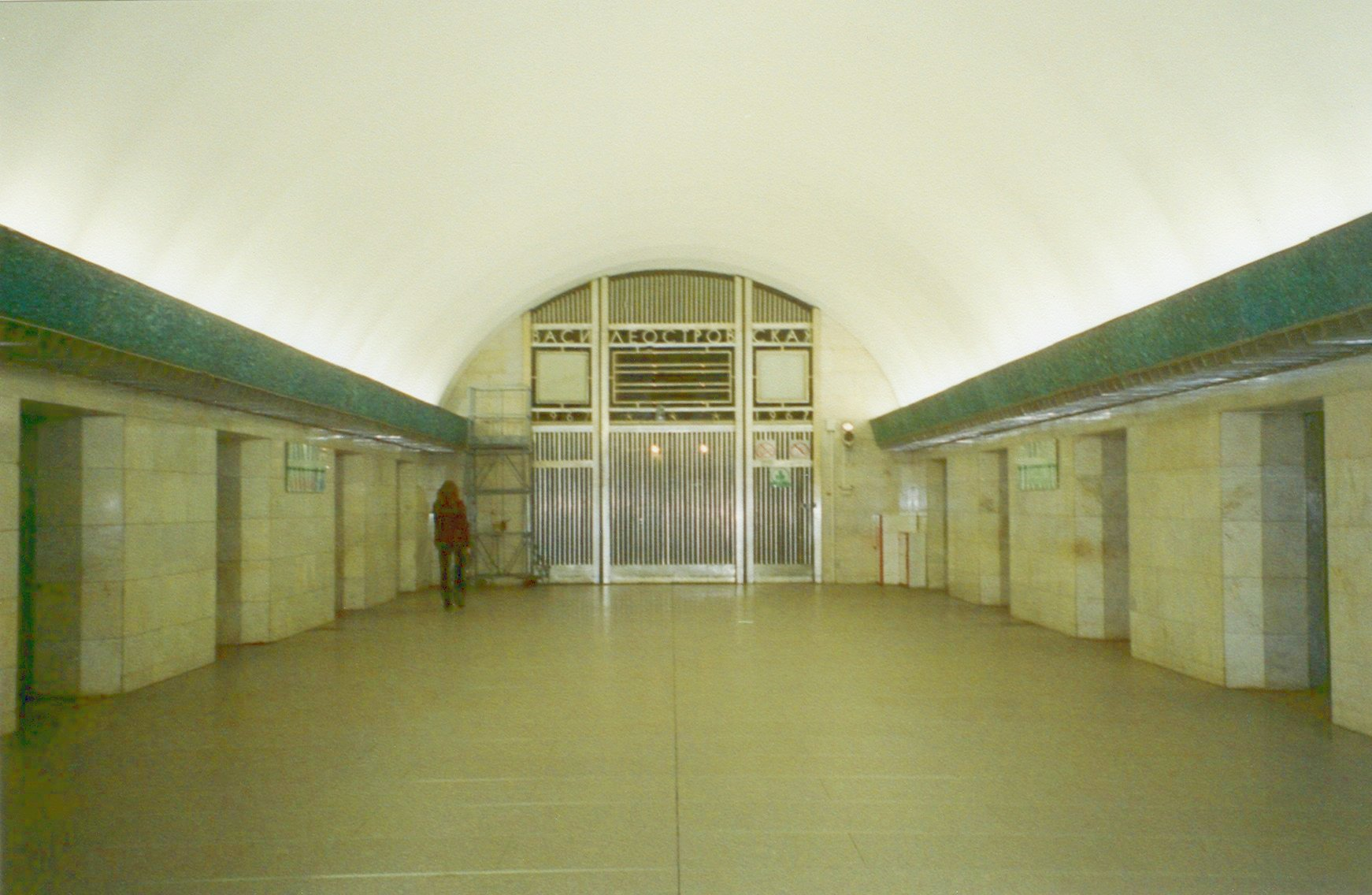
Перегогородка в подземном зале, отделявшая две последние станционные двери (2007 год)

Из-за особенностей проектирования и строительства метро в 1960-х годах (маленькой площади вестибюля, наличия лишь трёх эскалаторов и т. п.) станция испытывает значительные перегрузки, что вызывает ограничения на вход-выход и, как следствие, давку в часы пик.

### Проект решения
Для решения данной проблемы планируется строительство к 2029 году второго наклонного хода станции, который будет расположен между домами 37 и 35 по 10-й линии В. О.

## Перспективы
К 2028—2030 годам планируется строительство перехода на станцию «Средний проспект» Кольцевой линии.

## Наземный транспорт

### Автобусы
| №       | Пересадки | Конечный пункт 1 | Конечный пункт 2             |
| ------- | --- | ---------------- | ---------------------------- |
| 1       | Приморская Горный институт Спортивная Чкаловская Петроградская Чёрная речка                                                                                        | Наличная улица   | Новосибирская улица          |
| 6       | Приморская | Наличная улица   | Нарвская                     |
| 24      | Адмиралтейская Невский проспект Гостиный Двор Площадь Восстания Маяковская Московский вокзал Площадь Александра Невского Новочеркасская Ладожская Ладожский вокзал | Василеостровская | Хасанская улица              |
| 41 42   | Приморская | Наличная улица   | Наличная улица               |
| 100     | Приморская | Наличная улица   | Балтийская Балтийский вокзал |
| 128     | Приморская Горный институт Спортивная Петроградская | Наличная улица   | Аптекарская набережная       |
| 151 152 | Приморская Горный институт | Наличная улица   | Наличная улица               |
| 230     | Выборгкая Петроградская Спортивная | Пискарёвка       | Уральская улица Приморская   |
| 249     | Пискарёвка Лесная Петроградская Спортивная | Ручьи            | Приморская                   |
| 275     | Спортивная Петроградская Лесная Площадь Мужества Политехническая Проспект Просвещения                                                                              | Василеостровская | Улица Жени Егоровой          |

### Троллейбусы
| №  | Пересадки | Конечный пункт 1        | Конечный пункт 2 |
| -- | --- | ----------------------- | ---------------- |
| 12 | Чернышевская Владимирская Достоевская Пушкинская Звенигородская Витебский вокзал Сенная площадь Спасская Садовая Приморская | Улица Кораблестроителей | Тульская улица   |
| 28 | Приморская | Улица Кораблестроителей | Университет      |

### Трамваи
| №  | Пересадки                                                                                                  | Конечный пункт 1                 | Конечный пункт 2                  |
| -- | --- | -------------------------------- | --------------------------------- |
| 6  | Приморская Спортивная Горьковская                                                                          | Улица Кораблестроителей          | Площадь Ленина Финляндский вокзал |
| 40 | Горный институт Спортивная Горьковская Петроградская Чёрная речка Ланская Площадь Мужества Политехническая | Детская улица                    | Тихорецкий проспект               |
| Т1 | Спортивная Горьковская Площадь Ленина Финляндский вокзал                                                   | Средний проспект В.О., Музей ГЭТ | Инженерная улица                  |

## В литературе
- Станция появляется в постапокалиптическом романе Шимуна Врочека «Питер».